# Quercus cerris
Quercus cerris (cer, ceroi sau stejar sălbatic) este o specie de stejar nativă din sud-estul Europei și Asia. Specia se regăsește în mod natural și în România.

## Morfologie
Este o specie autohtonă ce poate atinge dimensiuni cuprinse între 20-30 m înălțime și până la 1,5-2 m în diametru. Scoarța formează ritidom de timpuriu, acesta fiind gros, pietros și de culoare negricioasă, cu crăpături longitudinale, în profunzime de culoare roșie-cărămizie, caracteristică.
Coroana arborelui este concentrată spre vârful tulpinii, este îngustă și destul de bogată, de formă îngust-ovoidală.
Lujerii sunt viguroși, muchiați, de culoare cenușie sau brun-măslinie, tomentoși către vârf. Mugurii sunt mici, ovoizi, de 0,5-1,2 cm, pubescenți, înconjurați de numeroase stipele filamentoase persistente mai lungi decât mugurele.
Frunzele sunt sinuat-dințat-lobate până la penat-sectate, de formă eliptică până la oblong-ovată, cu vârful acut și baza îngustată, de 5-15 cm lungime și late de 3-5 cm, cu 4-9 perechi de lobi întregi, triunghiulari, ascuțiți spre vârf, terminați într-un mucron scurt. Sinurile dintre lobi ajung până la jumătatea laminei sau mai mult însă această caracteristică este variabilă. Sunt coriacee, marcescente, verde-închis și aspre pe partea superioară și cenușiu sau gălbui pubescent-tomentoase pe dos; totdeauna pubescente pe nervuri. Pețiolul are dimensiuni de până la 2,5 cm lungime, pubescent, și poate prezenta stipele roșcate către bază.
Specie unisexuat monoică cu florile mascule în amenți pendenți, pubescenți, de culoare gălbui-roșcată,  de 5-6 cm lungime; cele femele câte 1-5 pe un pedicel scurt, pubescent.
Ghindele sunt lungi de până la 3 cm, oblong-ovoidă, cuprinsă 2/3 într-o cupă emisferică, tomentoasă, cu numeroși solzi alungiți, ghimpoși, recurbați, divergenți sau răsfrânți. Maturația ghindelor se face o dată la 2 ani.

## Areal
Cerul este răspândit începând de la țărmurile Oceanului Atlantic, până în Asia Mică, urmând litoralul Mării Mediterane. În interiorul continentului pătrunde mai adânc numai în ținuturile ce nu trec de paralela de 55° latitudine. În România se găsește răspândit în zona de câmpie, mai ales în silvostepă și în zona forestieră a Munteniei și Olteniei, de unde urcă altitudinal și în zona de coline, până la 500-600 m altitudine, pentru ca în vestul Transilvaniei și în Banat să apară frecvent la dealuri. În Munții Apuseni, arboretele rărite de cer ajung până la 900 m altitudine. În sudul Dobrogei este prezent în anumite stațiuni izolate. Lipsește din Moldova (insular la Rogojeni, jud. Galați) și din Podișul Transilvaniei. Acesta ocupă cca. 2% din suprafața împădurită a țării. Formează păduri de cer (cerete) sau de amestec împreună cu gârnița sau alte foioase (cero-șleauri) în regiunea de câmpie și de dealuri, pe podișuri sau pe versanții însoriți.

## Ecologie
Este o specie relativ termofilă și xerofită , ce crește în climate calde cu sezon de vegetație lung, suportând bine seceta și uscăciunea. Se dovedește sensibil la gerurile puternice care îi pot provoca gelivuri. Datorită sistemului de înrădăcinare puternic și posibilității de reducere a transpirației, dispune de o mare capacitate de a vegeta pe soluri compacte, greu permeabile, cu regim de umiditate foarte variabil, de la excesiv umede primăvara până la uscate în timpul secetelor de vară. Cerul se poate menține și pe soluri bogate în CaCO3. Temperamentul este de lumină.

## Însușiri
Fructificația cerului este timpurie și mai deasă decât la celelalte specii ale genului Quercus (3-5 ani). Datorită fructificației abundente acesta se regenerează mult mai ușor decât stejarul și gorunul. Puterea germinativă este de 67-75%. Creșterea este rapidă putând să depășească cu ușurință și chiar să elimine celelalte specii din compoziția arboretului. În condiții favorabile poate produce cca. 5 m³ de materie lemnoasă pe an și pe hectar. Longevitatea cerului ajunge până la 200-300 ani. Specia lăstărește viguros și foarte rar drajonează.

## Utilizări
Lemnul s-a remarcat ca fiind impropriu pentru construcții datorită lucrabilității scăzute, folosindu-se exclusiv drept combustibil. După anii 1990 prin selecția cherestelei s-a reușit producerea de mobilă folosind acest lemn și ca urmare s-a dezvoltat un segment al producătorilor care beneficiază de pe urma acestui lemn aparent fără valoare economică, producând mobilă, în special mese. Vestul Europei cunoaște acest lemn și îl apreciază, în Germania este cunoscut sub denumirea de Knorreiche.

## Subspecii și varietăți
- Q. cerris f. vulgaris Loudon. 1838 - frunze penat-fidate până la penat-sectate, cu lobi acuți sau acutiusculi
  - subf. laciniata Loudon. 1842 - lobii frunzelor liniari, acuți, întregi
  - subf. bipinnatifida Christ. 1912 - lobii frunzelor dublu lobați
- Q. cerris f. austriaca Willd. 1085 - frunzele dințat-lobate sau sinuat-lobate cu lobi acuți sau rotunjiți
  - subf. acutiloba Beldie. 1943 - lobii frunzelor ovat-triunghiular-acuți
  - subf. cycloloba Borbás. 1857 - frunze sinuat-lobate cu lobi foarte scurți, rotunjiți

## Galerie de imagini

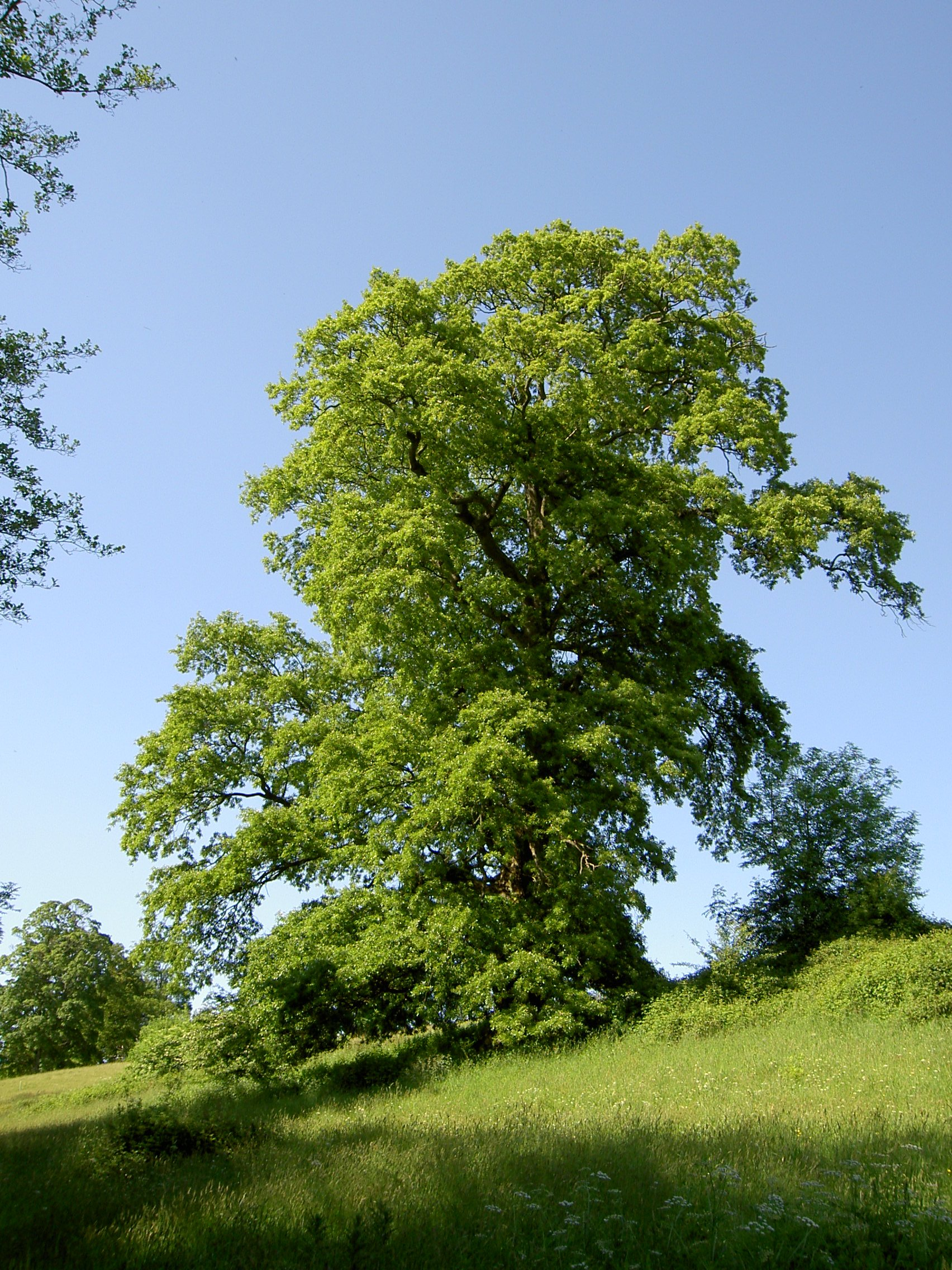
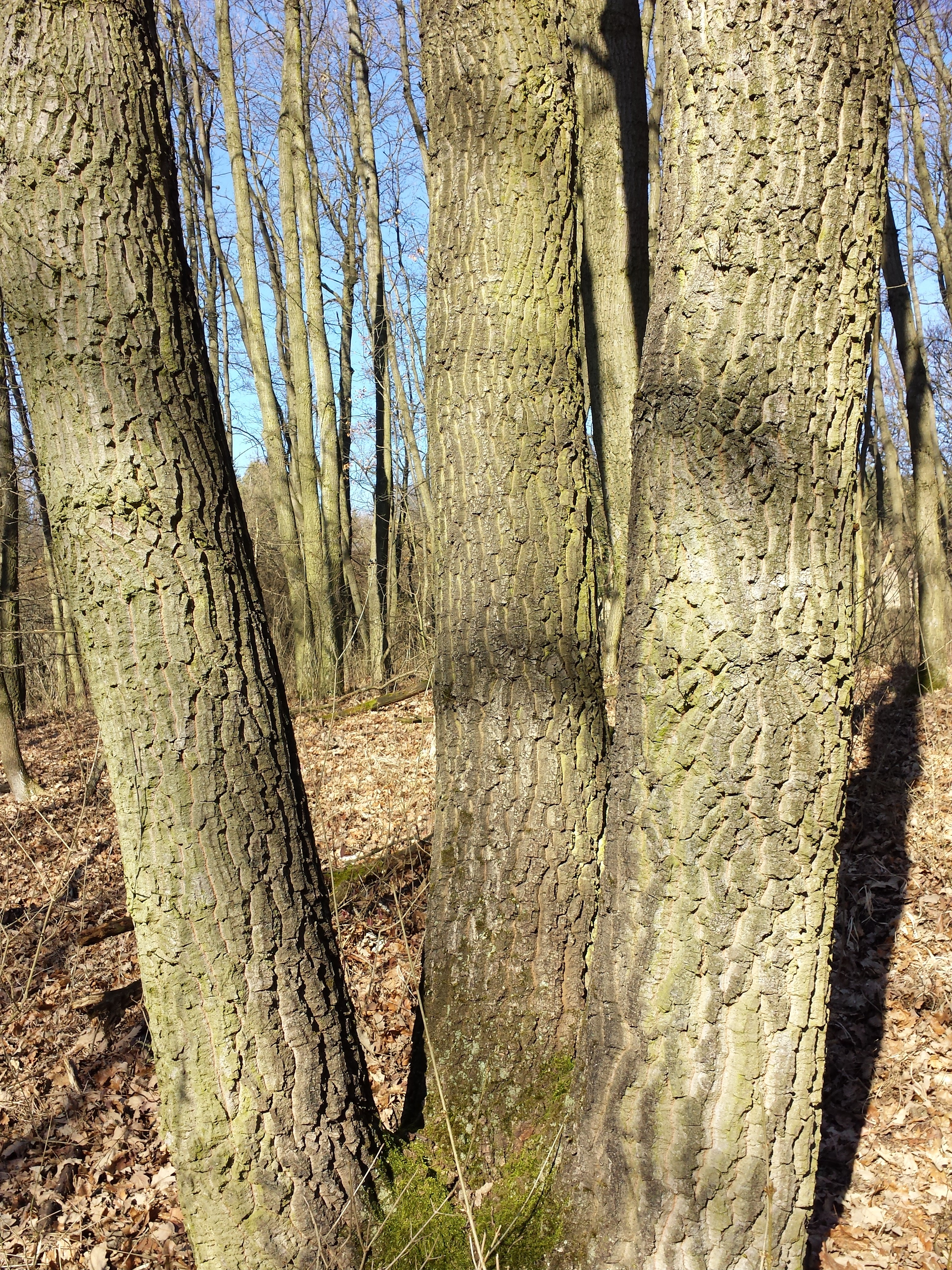
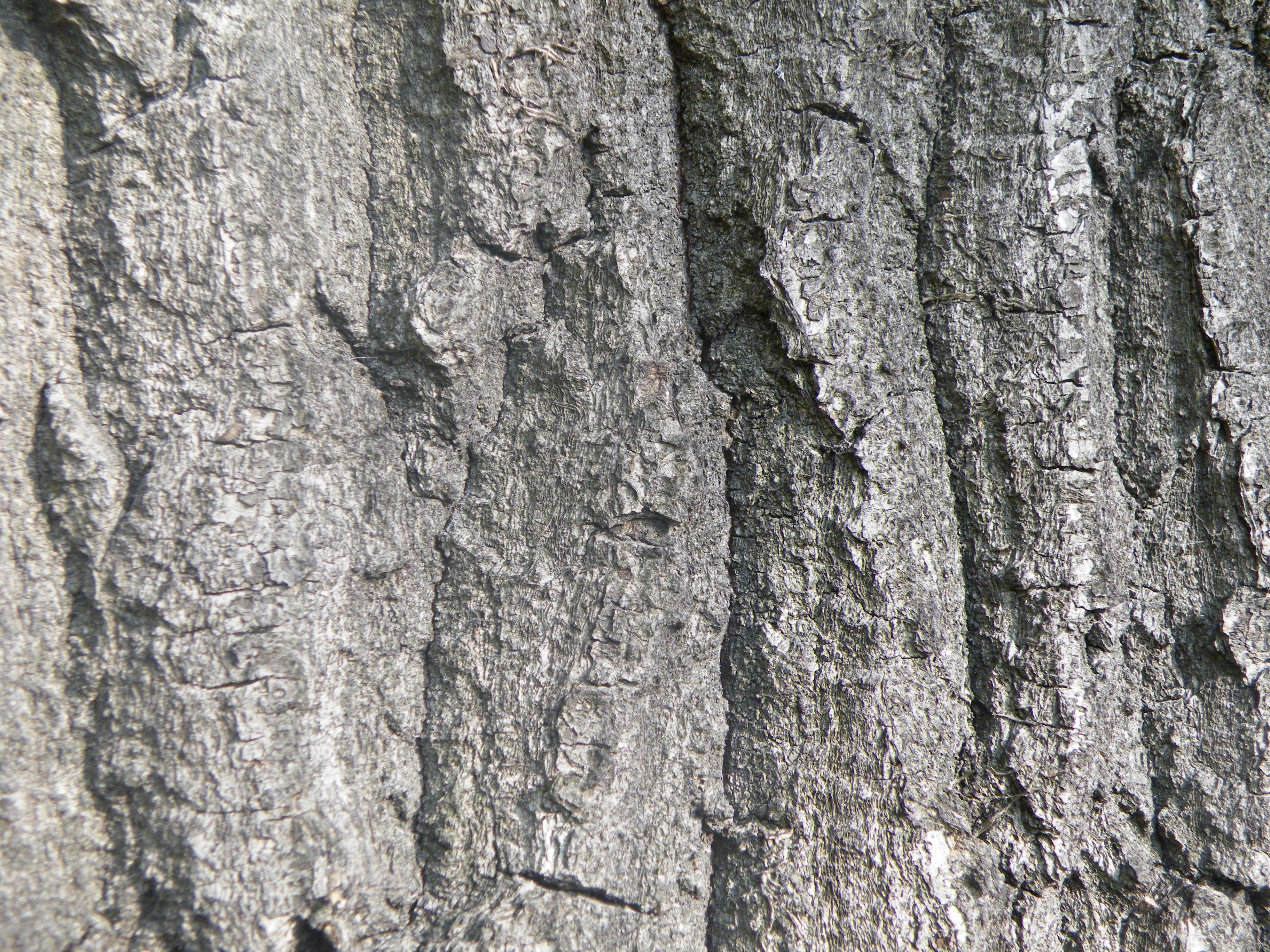
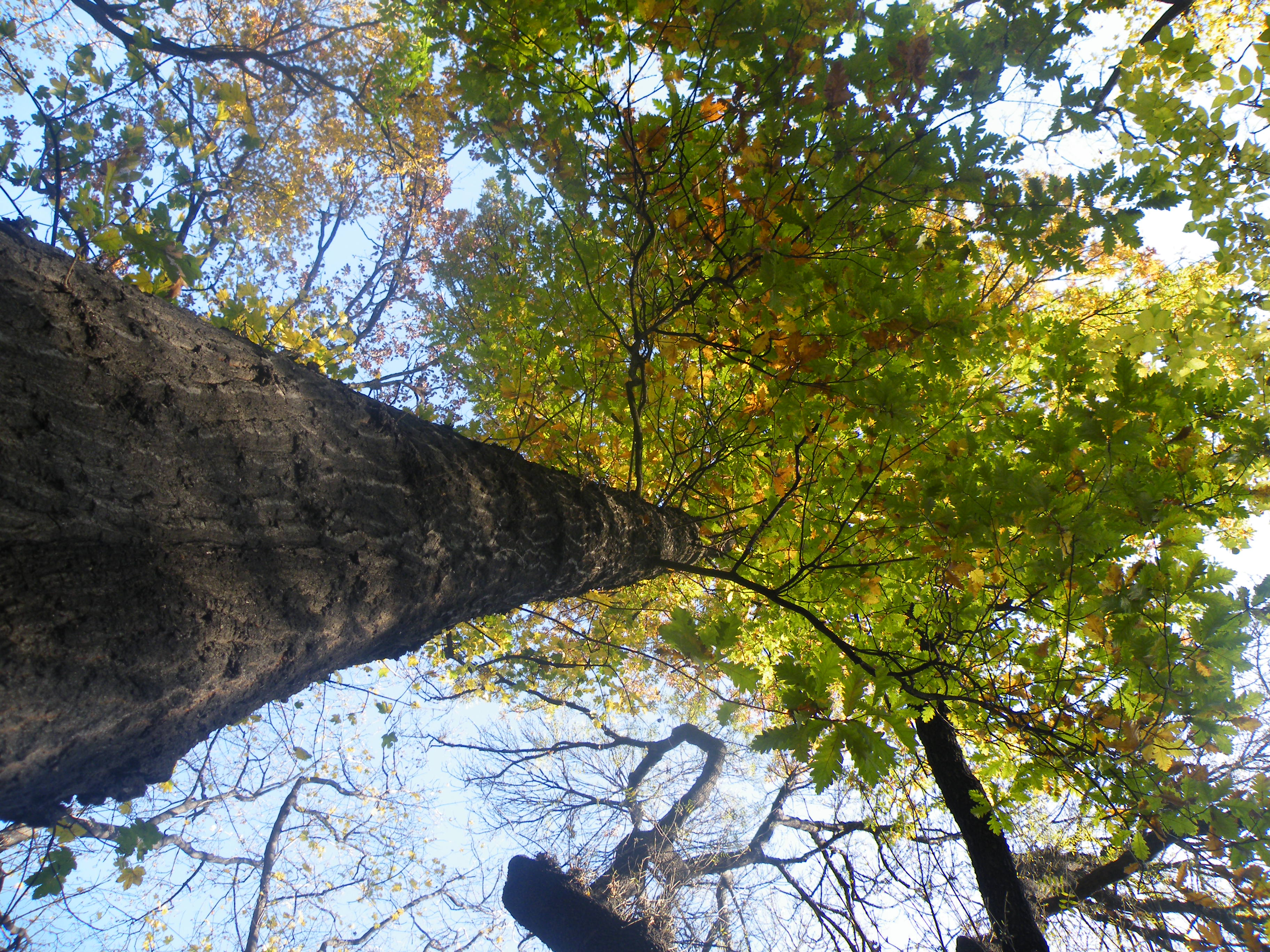
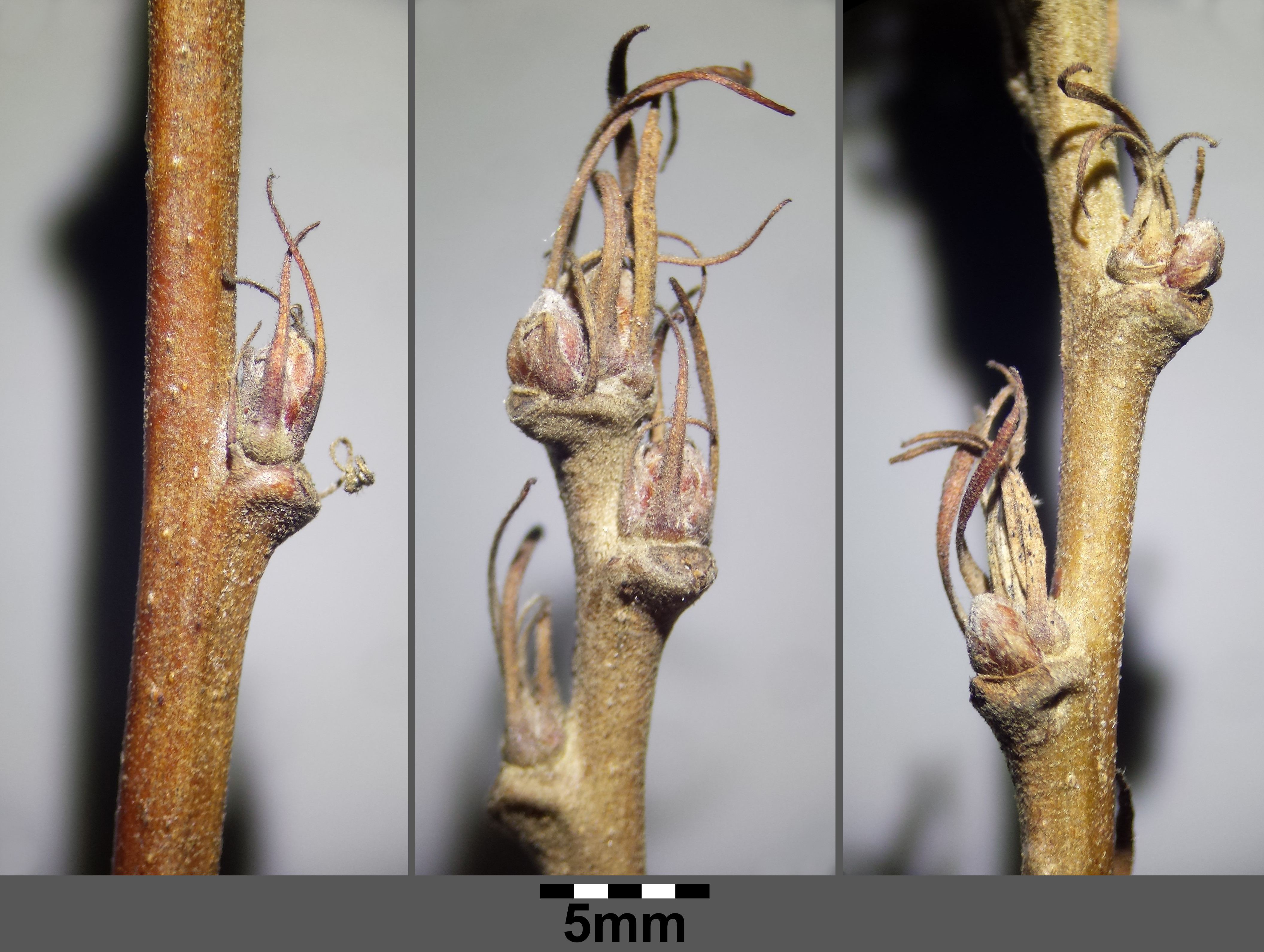
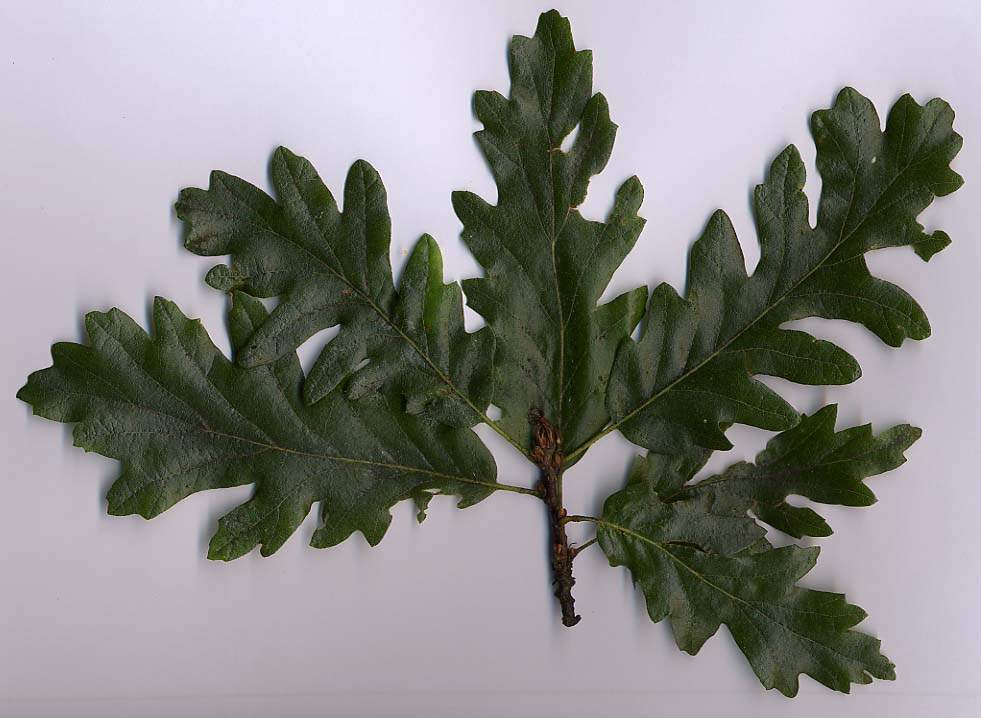
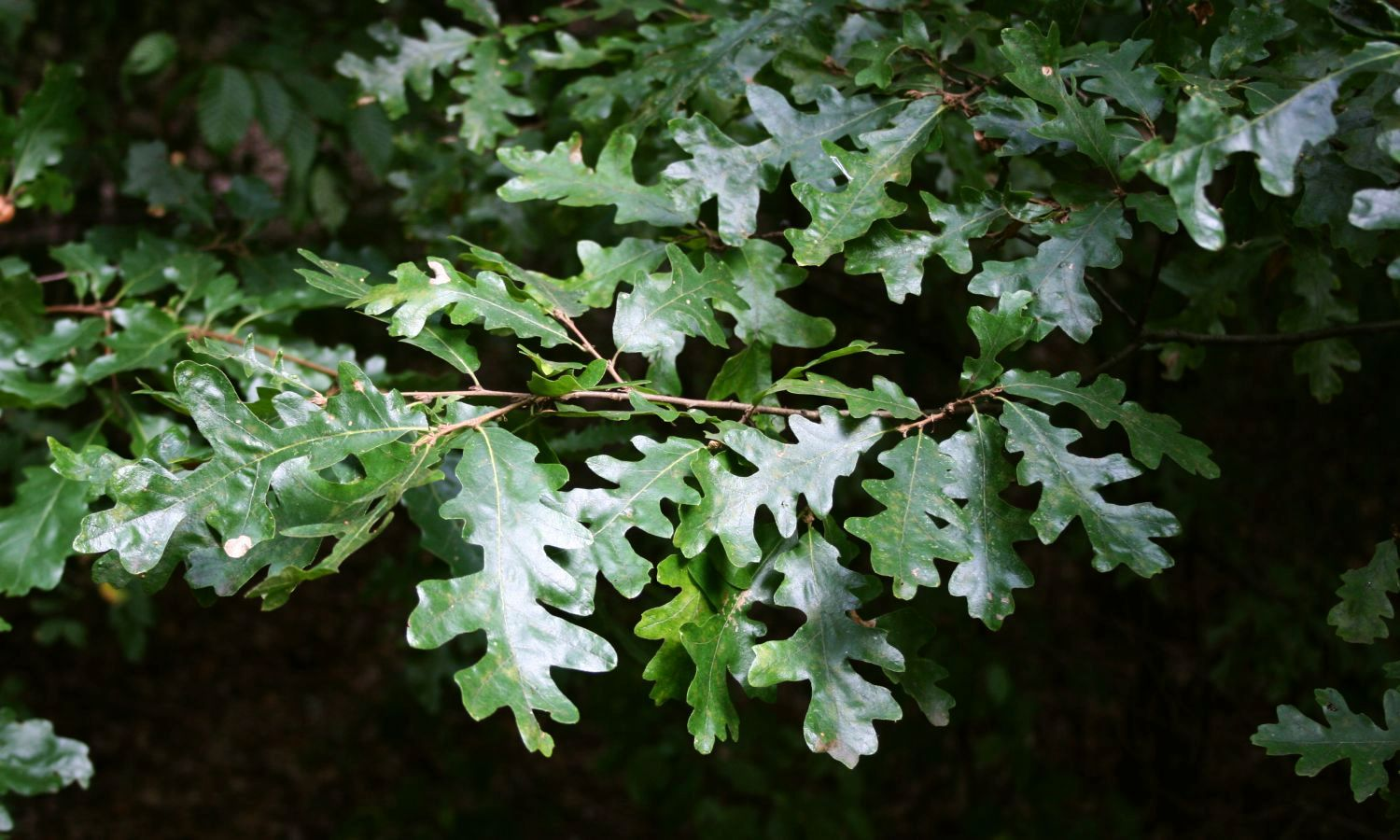
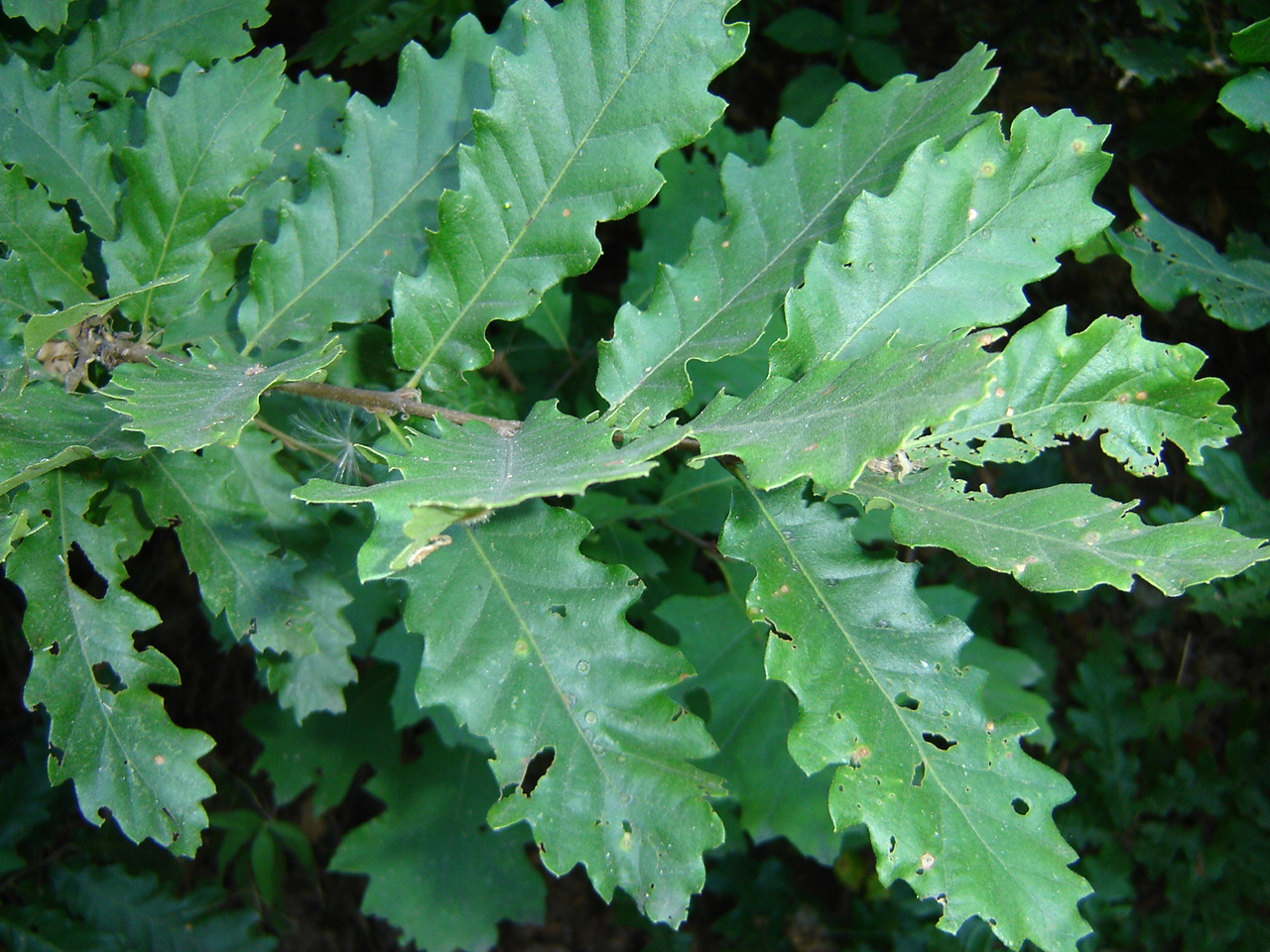
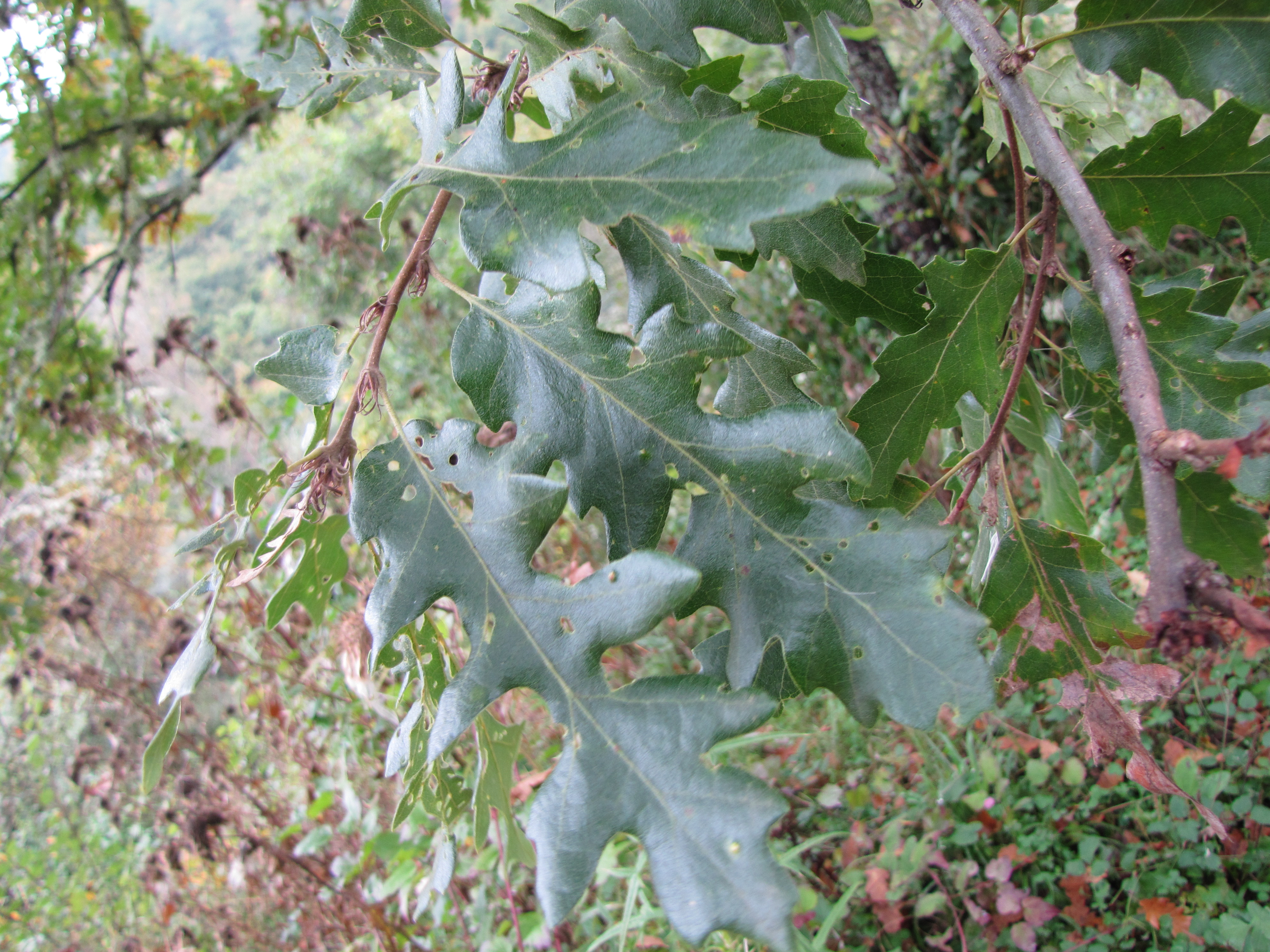
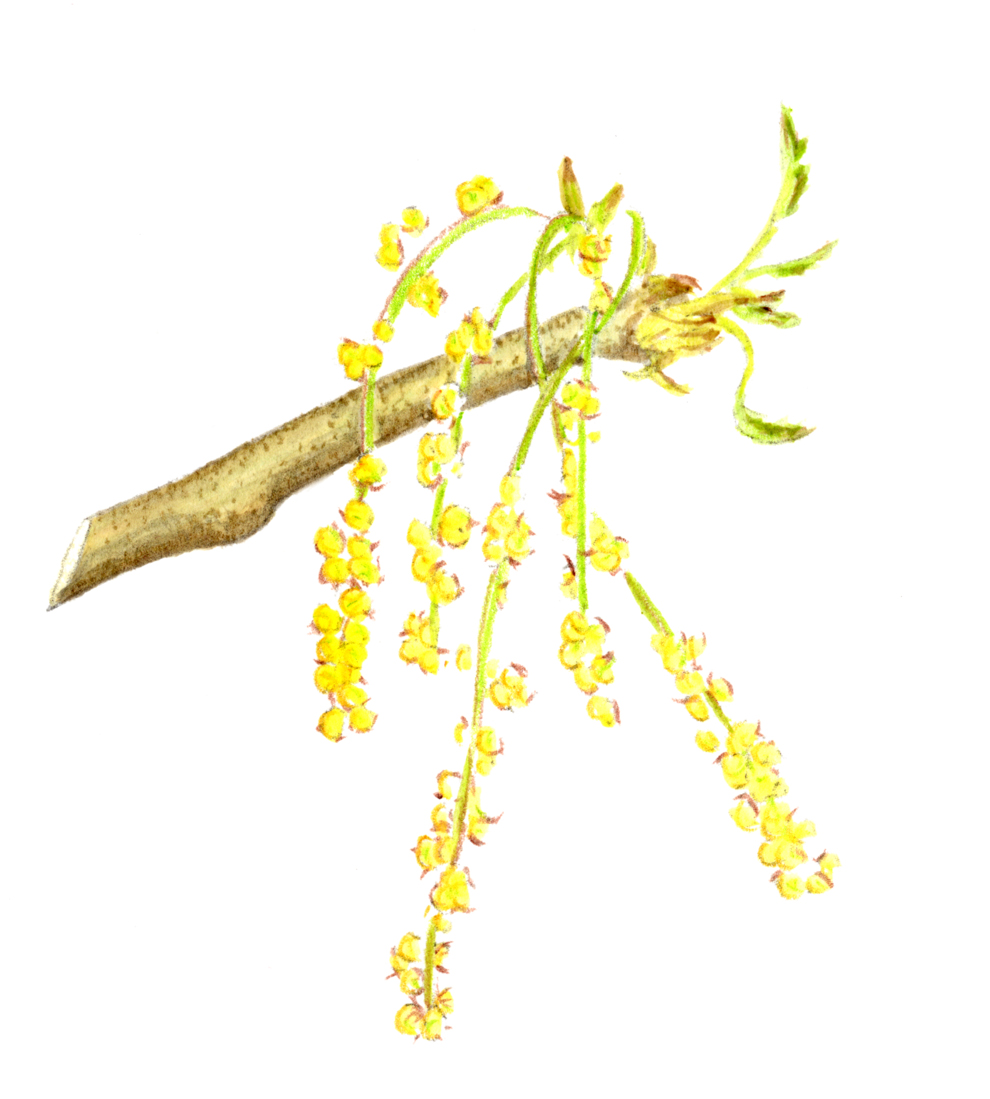
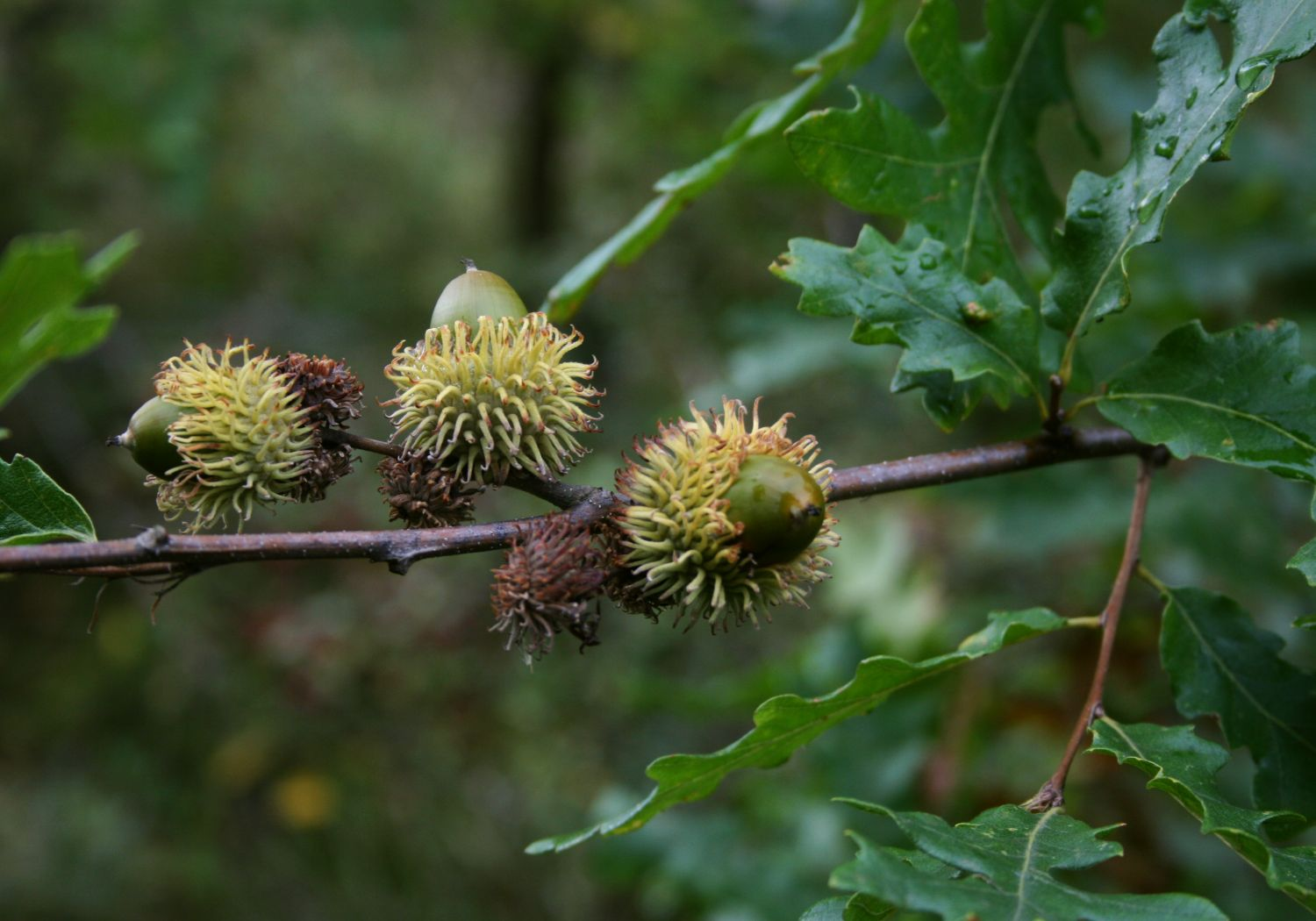
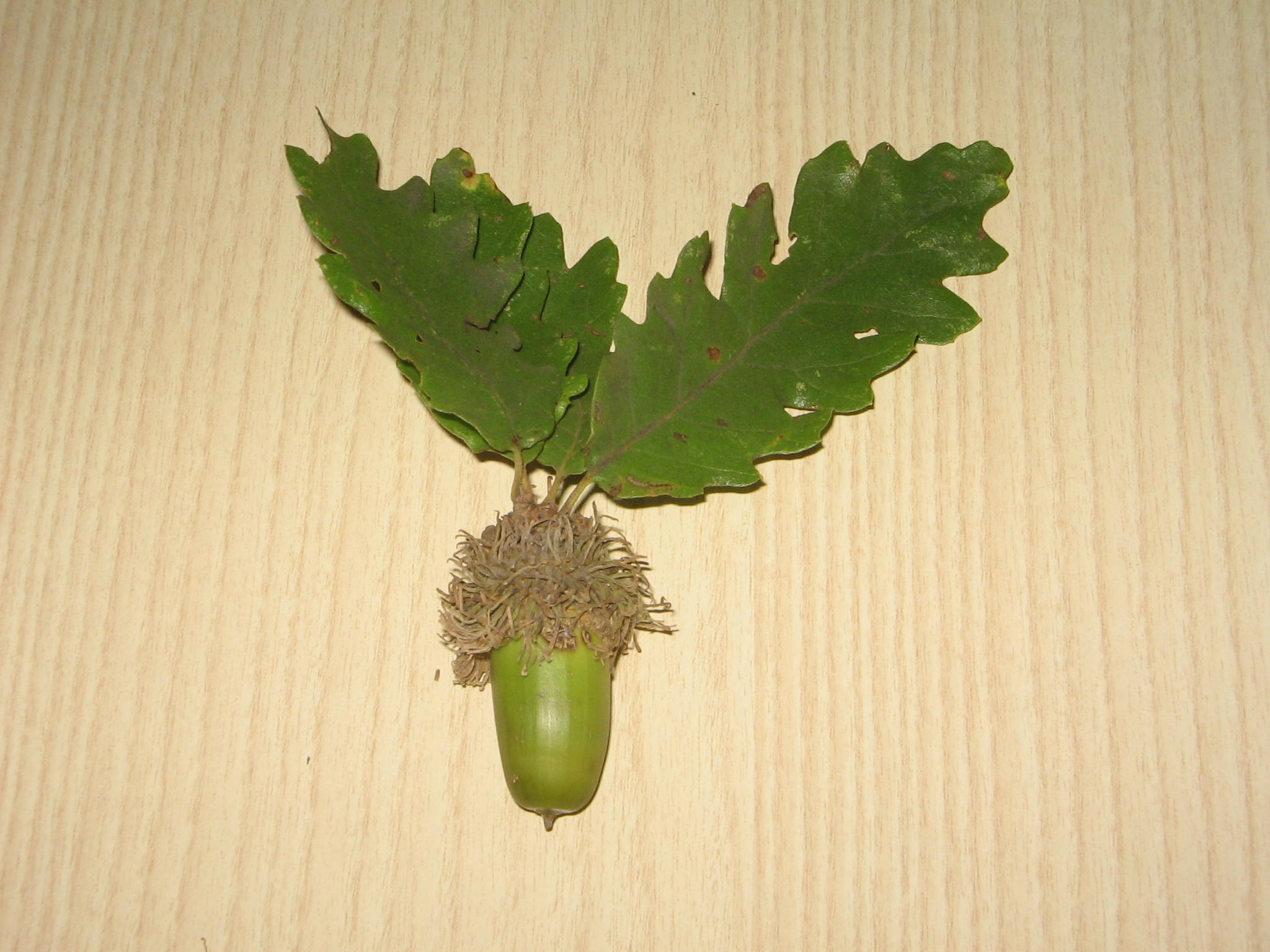
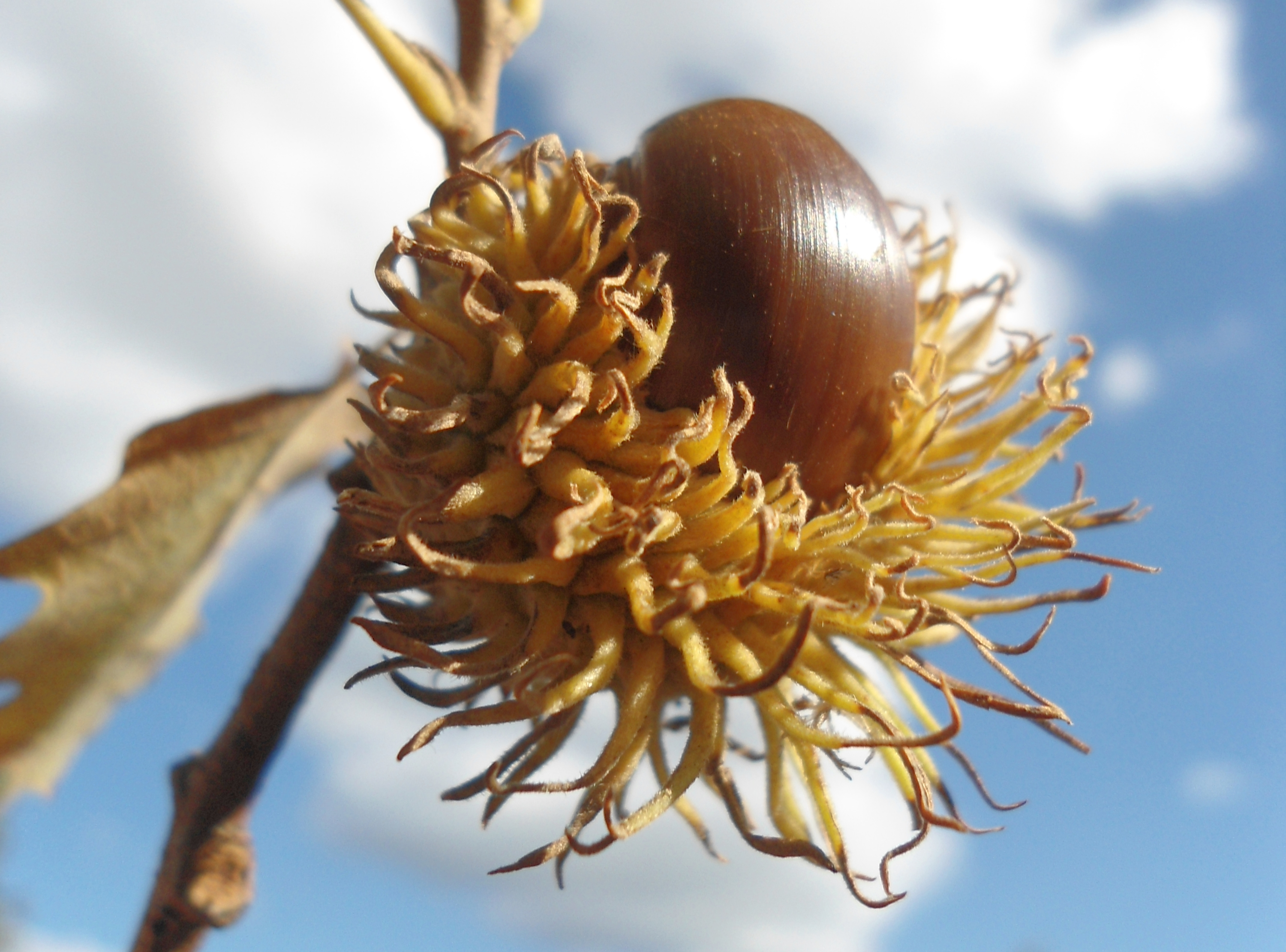
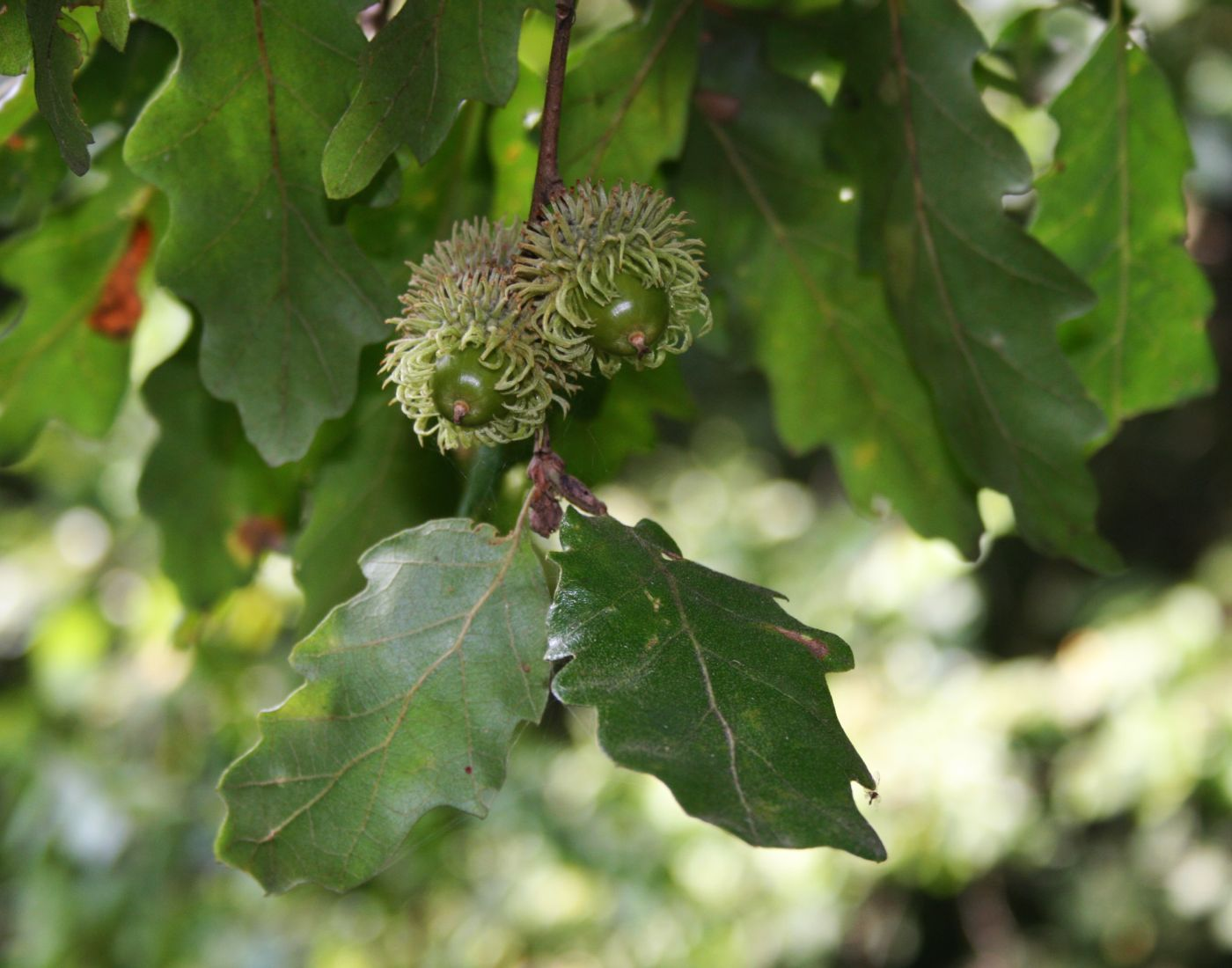
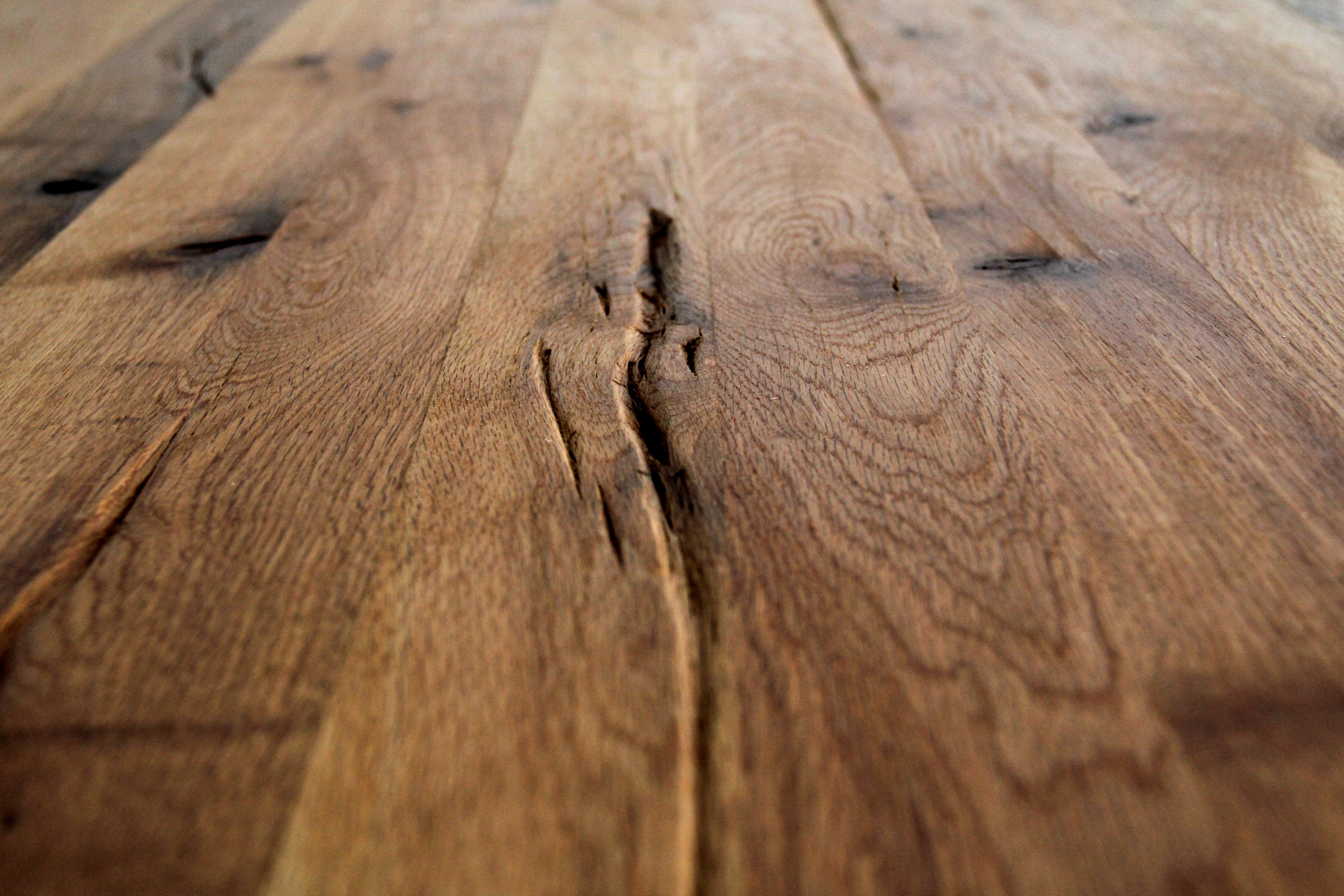
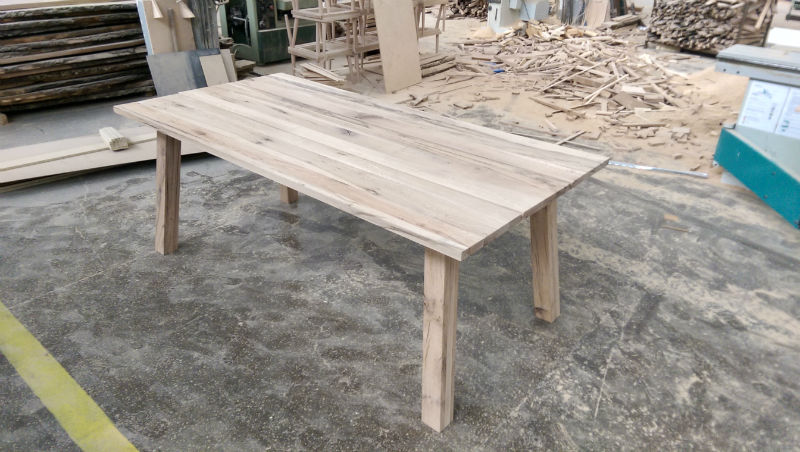
Masa fabricata din lemn masiv de cer in Romania
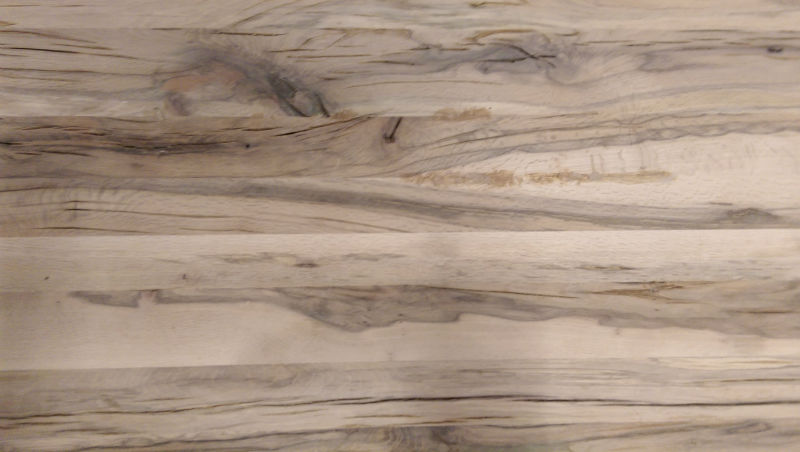
elemente longitudinale din lemn masiv de cer, lipite pentru blat de masa.